# Dušan T. Bataković
 (juin 2017).
Si vous disposez d'ouvrages ou d'articles de référence ou si vous connaissez des sites web de qualité traitant du thème abordé ici, merci de compléter l'article en donnant les références utiles à sa vérifiabilité et en les liant à la section « Notes et références ».
Dušan T. Bataković (cyrillique serbe : Душан Т. Батаковић, né le 23 avril 1957 à Belgrade et mort le 27 juin 2017 dans sa ville natale) est un historien et diplomate serbe, directeur de l’Institut des études balkaniques de l'Académie serbe des sciences et des arts (Balkanološki institut SANU).

## Biographie
Après des études d’histoire à la Faculté de philosophie de l'université de Belgrade, il travaille à l'Institut d’histoire de Belgrade (1983-1992) puis à l'Institut des études balkaniques de l’Académie serbe des sciences et des arts (1993-1998). En janvier 1997 il soutient sa thèse de doctorat en histoire (La France et la formation de la démocratie parlementaire en Serbie 1830-1914) à l’université Paris IV-Sorbonne. Il enseigne à partir de 1998 l’histoire européenne et la méthodologie historique à l’université de Belgrade. Élu directeur de l’Institut des études balkaniques en octobre 2005, il est également rédacteur en chef de l’annuaire Balcanica ainsi que des éditions spéciales de l’Institut. Il est élu président du comité national serbe de l’AIESEE (Association internationale d'études du Sud-Est européen) en 2008.
Bataković écrit largement sur la question du Kosovo, les relations serbo—albanaises, les origines du nationalisme balkanique, le rôle de l’armée, les sources de la démocratie en Serbie; les relations franco-serbes et l’impact du communisme sur l'espace yougoslave. Il donne des conférences dans plusieurs universités européennes et participe à des colloques internationaux, en France et ailleurs. Il est aussi l’auteur d’une série documentaire Crveno doba (l’Époque rouge) traitant des crimes des communistes yougoslaves en Serbie et au Monténégro, véritable livre noir télévisé du communisme.
Opposant au régime de Milošević, président du Conseil des changements démocratique (1998-2001), Bataković fut nommé en janvier 2001 ambassadeur de la république fédérale de Yougoslavie (depuis 2003 Serbie-et-Monténégro) en Grèce. À son retour en juillet 2005 il fut nommé conseiller du président de la république de Serbie. En tant qu'expert pour la question du Kosovo, il fut élu en novembre 2005 membre de l’équipe des négociateurs serbes sur le statut futur du Kosovo, dans le cadre de l’ONU à Vienne. Entre  septembre 2007 et février 2009 il fut ambassadeur de Serbie au Canada, tandis qu'entre mars 2009 et décembre 2012 Bataković fut l'ambassadeur de Serbie en France.
Bataković fut également chef de la délégation serbe auprès la Cour internationale de justice à la Haye (2009-2011).
En 2010, Bataković fut élu membre de l'Académie mondiale des arts et des sciences (en).
En février 2012 il fut réélu directeur de l'Institut des études balkaniques de l’Académie serbe des sciences et des arts.